# David Roberts
David Roberts (ur. 24 października 1796 w Silvermills pod Edynburgiem, zm. 25 listopada 1864 w Londynie) – szkocki malarz orientalista, od 1841 członek Royal Academy of Arts.
Początkowo terminował u malarza pokojowego, później pracował jako projektant dekoracji w cyrku objazdowym i teatrach Glasgow i Edynburga. Około 1822 osiadł na stałe w Londynie i podjął pracę jako scenograf Drury Lane Theatre. Po 1831 wiele podróżował po Europie i Bliskim Wschodzie, sukces materialny odniósł malując odznaczające się topograficzną dokładnością pejzaże.
Roberts posługiwał się techniką olejną i akwarelą, wydawał również bogate w ilustracje książki. Najbardziej znaną jego publikacją jest The Holy Land, Syria, Idumea, Arabia, Egypt and Nubia (sześć tomów z lat 1842-1849). Twórczość artysty była krytykowana za monotonność, równocześnie ceniono ją za precyzję i dokładność.